# Peyro-Lebado
La Peyro-Lebado, appelée aussi statue-menhir de Lacaune, ou statue-menhir de la Pierre plantée ou encore statue-menhir de Thioys, est une statue-menhir appartenant au groupe rouergat située à Lacaune, dans le département du Tarn, en France.

## Historique
Vers 1821, un officier du génie pratique une fouille infructueuse à son pied, ce qui entraîne une inclinaison de la pierre. En 1822, une seconde pierre est découverte lors de labours  à l'est-sud-est de la Pierre plantée, près du Trou de l'Avent (Avenc). Cette seconde statue-menhir, parfois confondue avec la Pierre plantée, fut brisée en deux parties et réutilisée au moulin de Leucate à Lacaune, elle est désormais connue désormais sous le nom menhir de Laucate . En 1825, la Pierre plantée menace de s'effondrer et il est proposé de la redresser et la préfecture du Tarn autorise sa consolidation en 1826 mais, en 1862, dans le bulletin de la société littéraire et scientifique de Castres elle est toujours mentionnée comme très inclinée et en 1865, elle est signalée comme renversée. L'abbé Bouisset la mentionne en 1881. Elle est classée au titre des monuments historiques par arrêté du 17 septembre 1883 et redressée par la commission archéologique du Tarn fin 1883/début 1884. L'abbé Hermet l'identifie comme une statue-menhir en 1898.

## Description
C'est la deuxième plus grande des statues-menhirs d'Europe. Elle est constituée d'une grande dalle en granite mesurant 4,50 m de hauteur (3,44 m hors sol), 1,84 m de largeur et 0,67 m d'épaisseur. Son poids est estimé à 9,3 tonnes. L'érection de cette pierre a nécessité des travaux importants : la roche locale étant du schiste, la pierre a été déplacée de plus de 3 km depuis le plus proche site d'extraction de granite, sur un terrain accidenté,. 
Les deux faces sont plates et la pierre pourrait avoir été choisie pour cette raison mais la face principale étant très plane la pierre a peut-être été retravaillée. Deux encoches visibles à environ 0,20 m au-dessus de la ceinture pourraient correspondent à des traces laissés par les travaux de son redressement. C'est une statue-menhir masculine. Son décor gravé est pratiquement complètement effacé par l'érosion naturelle mais on peut encore y distinguer des caractères anthropomorphes (visage, bras, mains, jambes et pieds) et des attributs  (ceinture avec boucle décorée de chevrons, baudrier, vêtement, l'anneau de « l'objet »),.